# Шарл Дадан
Шарл Дадан (фр. Charles Dadant; Во су Обињи, 20. мај 1817 — Хамилтон, 26. јул 1902) је био француско-амерички пчелар. За Дадана многи кажу да је један од отаца модерног пчеларства.

## Биографија
Рођен је у месту Во су Обињи у департману Горња Марна у француском региону Шампања Ардени. У Америку се преселио 1863. са четрдесет шест година и жељом да оснује виноград, а допутовао је потпуно шворц услед плаћања пута у Америку целој својој породици и куповине фарме. Настанио се на прерији поред града Хамилтона у западном Илиноису.
Није знао ни реч енглеског, али је био одлучан у намери да успе у својој новој домовини. Дадан је учио енглески језик уз помоћ листа Њујорк Трибјун. Окренуо се пчеларству, хобију којим се бавио у Француској. Образовао се док је радио као трговачки путник, читајући радове француског биолога Жана Батиста Ламарка и социјалистичке теорије Шарла Фуријеа.
Одрекао се римокатоличке цркве и прихвата идеје социјализма. По доласку у Америку, послује према социјалистичким принципима радећи заједно са својим радницима.
На крају Америчког грађанског рата, имао је девет пчелињих друштава и путовао је са својим малим сином око Мисисипија продајући мед и восак у околним местима. Интересовање према прављењу свећа је израсло из познавања пчеларства.
Изумео је Даданову кошницу (димензије: 42 x 26.6 cm) и основао једну од првих фабрика за пчеларску опрему у Хамилтону. Фабриком и данас управља породица Дадан.
Написао је бројне пчеларске чланке за различите америчке и европске часописе. Основао је Амерички пчеларски журнал (American Bee Journal). Превео је Лангструтову књигу „Кошница и медоносна пчела“ на француски.
Трудио се да из Италије увезе пчеле у САД, a према „АБЦ у пчеларској култури 1980“ (ABC in Bee Culture 1890), успео да 250 матица транспотује у Америку 1874. године.
Увек је тежио ка бољем начину пчеларења. Изумео је велику кошницу са дубоким рамовима који су омогућили већи простор за пчеле и складиштење меда. Погодна је за стационирано пчеларење и за добро презимљавање пчелињих заједница. Оваква кошница је и данас у широкој употреби уз одређене модификације (Дадан-блатова кошница).
Умро је у Хамилтону 1902. Имао је сина Камила Пјера Даданта (1851—1938).

## Видети
- Дадан-Блатова кошница